# Liou Li-če
Liou Li-če (čínsky pchin-jinem Liú Lìzhé, znaky 刘丽哲; * 28. září 1975) je bývalá čínská zápasnice – judistka.

## Sportovní kariéra
Připravovala se v Pao-tingu pod vedením Ma Kuo-čchinga. V čínské ženské reprezentaci se krátce v polovině devadesátých let dvacátého století. V roce 1996 startovala na olympijských hrách v Atlantě, kde prohrála v úvodním kole s Turkyní İlknur Kobaşovou na wazari.

## Výsledky
| Turnaj            | 1994             | 1995             | 1996             |  |
| Turnaj            | 19               | 20               | 21               |  |
| Turnaj            | polostřední váha | polostřední váha | polostřední váha |  |
| ----------------- | ---------------- | ---------------- | ---------------- |  |
| Olympijské hry    |                  |                  | úč.              |  |
| Mistrovství světa |                  | úč.              |                  |  |
| Asijské hry       | —                |                  |                  |  |
| Mistrovství Asie  |                  | 2.               | —                |  |